# Головна роль
«Головна роль» — український документальний фільм 2016 року, поставлений режисером Сергієм Буковським. Світова прем'єра стрічки відбулася 1 листопада 2016 року на відкритті конкурсної програми Міжнародного Лейпцизького фестивалю документального та анімаційного кіно. Прем'єра в Україні відбулася 26 березня 2017 на кінофестивалі документального кіно Docudays UA. У квітні 2017 року фільм було номіновано на здобуття Національної кінопремії «Золота дзиґа» у категоріях «Найкращий документальний фільм» (отримав перемогу) та «Найкращий оператор-постановник» (Анатолій Химич). У липні 2017 року фільм увійшов до програми конкурсу європейських документальних фільмів на 8-му Одеському міжнародному кінофестивалі .

## Сюжет
Фільм розповідає про матір режисера Сергія Буковського, відому українську акторку Ніну Антонову.
Фільм розповідає про мою маму, кіноактрису Ніну Антонову. Їй зараз 80! Сотні ролей у кіно – великих і маленьких. Це – особиста історія. Про чесне й печальне життя. Про жертовність і свободу. Справжня акторська слава прийшла до мами лише раз у житті. Це була головна роль у першому радянському кольоровому багатосерійному телефільмі «Варчине життя». З того часу минуло 45 років...— Сергій Буковський

## Знімальна група
- Режисер-постановник — Сергій Буковський
- Продюсер — Максим Асадчий
- Оператор — Анатолій Химич
- Монтаж — Світлана Залога, Максим Десятерик
- Звукорежисери — Ігор Барба, Борис Петер

## Нагороди та номінації
| Список нагород та номінацій            | Список нагород та номінацій | Список нагород та номінацій                      | Список нагород та номінацій | Список нагород та номінацій | Список нагород та номінацій |
| Кінопремія                             | Дата церемонії              | Категорія                                        | Номінант(и)                 | Результат                   | Дж                          |
| -------------------------------------- | --------------------------- | ------------------------------------------------ | --------------------------- | --------------------------- | --------------------------- |
| Національна кінопремія «Золота дзиґа»  | 20.04.2017                  | Найкращий документальний фільм                   | Головна роль                | Перемога                    | [ 4 ]                       |
| Національна кінопремія «Золота дзиґа»  | 20.04.2017                  | Найкращий оператор-постановник                   | Анатолій Химич              | Номінація                   | [ 4 ]                       |
| 8-й Одеський міжнародний кінофестиваль | 2017                        | Найкращий європейський документальний фільм      | Головна роль                | Перемога                    | [ 8 ]                       |
| 8-й Одеський міжнародний кінофестиваль | 2017                        | Найкращий український фільм                      | Головна роль                | Номінація                   | [ 8 ]                       |
| 8-й Одеський міжнародний кінофестиваль | 2017                        | Найкраща акторська робота — Національний конкурс | Ніна Антонова               | Перемога                    | [ 8 ]                       |